# 特斯拉上海超级工厂
特斯拉上海超级工厂（英語：Tesla Giga Shanghai，或者Gigafactory 3）是特斯拉汽车首座美國本土以外的超級工廠，位于中华人民共和国上海市。该厂目前負責生产特斯拉Tesla Model 3、Tesla Model Y。截至2021年1月，工厂年产能为25万辆，计划增加至45万辆。2022年月產能創下高達10萬的新高，年產量預計超過75萬輛。
特斯拉還正在中國建立獨立的工程和設計團隊。

## 地址
特斯拉上海超级工厂位于上海市浦东新区南汇新城镇江山路5000号，占地86万平米。

## 历史
2014年1月，特斯拉的董事长兼首席执行官伊隆·马斯克接受采访时提出计划在中国兴建生产工厂；2015年，马斯克在来华时再次提出了在中国设立工厂的想法。因中美貿易關係的不穩定，特斯拉在中國本地生產的計畫越趨現實。
2017年6月，多家媒体报道该工厂落户于上海南汇新城镇工业区，特斯拉免費取得地皮與豁免，上海將以未來徵收更多的稅收作為回報，特斯拉也是中國第一家外商獨資設立的汽車公司。
2018年5月10日，特斯拉在上海成立独资公司；6月初，在特斯拉股东大会上，特斯拉披露了在中国上海建设美国以外首个工厂的计划；7月10日，马斯克抵达上海，与上海方面签署项目投资协议。
2019年1月7日，工厂正式开工建设，伊隆·马斯克出席开工仪式。不到一年後，2019年12月30日上午，特斯拉将上海超级工厂的首批特斯拉 Model 3向十五位员工车主完成交付。
2020年1月7日，在正式交付典禮上，马斯克宣布對外向一般大眾消費者交車，並且啟動中國製造Model Y項目。而馬斯克起初在推特中表示，該工廠僅供應大中華地區的想法，但因為2020年爆发的2019冠状病毒病疫情影響美國的復工計劃，以及中國製造的生產線產能成本優異而改變，並在逐漸擴張並超越本土市場的需求的情況下，2020年10月26日，特斯拉上海超级工厂開始向歐洲與澳大利亚等十多個已開發國家出口中國製造的電動汽車。
2020年底，特斯拉上海超级工厂投产Model Y。
2022年8月，第100万辆整车下线。2023年9月6日，第200万辆整车下线。